# Andrenosoma queenslandi
Andrenosoma queenslandi är en tvåvingeart som först beskrevs av Ricardo 1918.  Andrenosoma queenslandi ingår i släktet Andrenosoma och familjen rovflugor. Inga underarter finns listade i Catalogue of Life.